# Derecho comparado
El derecho comparado suele ser calificado como una disciplina o método de estudio del derecho que se basa en la comparación de las distintas soluciones que ofrecen los diversos ordenamientos jurídicos para los mismos casos planteados (esto dentro de una perspectiva funcionalista). Por este motivo queda claro que no es una rama del derecho sino una metodología de análisis jurídico. Si bien la expresión "derecho comparado" es la que se afianzó en países de habla hispana, luce como poco adecuada para sintetizar el enfoque, toda vez que parece dar a entender que se trata de una rama del Derecho, como el Derecho Civil o el Derecho Penal.
El derecho comparado, como método, puede ser aplicado a cualquier área del derecho, realizando estudios específicos de ciertas instituciones. A este tipo de análisis se le denomina micro-comparación. Por su parte, si se estudia las diferencias estructurales entre dos sistemas jurídicos se le denominará análisis macro-comparativo. Las escuelas al interior del movimiento son múltiples e incluso admiten la incorporación de otras aproximaciones funcionales, tales como el análisis económico del derecho.

## Historia
Existen opiniones diversas al abordar el punto del origen del derecho comparado; para el profesor Rudolf B. Schlesinger la historia del derecho comparado debe incluir el periodo transcurrido desde los días en que Irnerio comenzó a enseñar en Bolonia hasta una era más reciente, caracterizada por la codificación del derecho privado en los países pertenecientes a  la familia neorromanista. Durante tal  época los abogados ya utilizaban el método comparativo como parte de su rutina diaria; pero esto cambió con el proceso de codificación surgido en el siglo XVIII mediante el cual los códigos tenían una vertiente nacional, dado que ya no eran escritos en latín, sino en sus propios idiomas. En estas circunstancias el derecho comparado llegó a ser una rama jurídica especializada.
Otra explicación a cerca de cuando surge el derecho comparado de acuerdo a la investigación que realice contenida en el libro de Sirvent donde nos expone que en el siglo XIX es cuando se despierta un gran interés por el derecho extranjero y por su comparación con el nacional. Surge en Alemania a partir de la obra de Pablo Anselmo de Feuerbarch quién fue el primero en tener una idea clara de la necesidad de los estudios comparados.  Ese interés se trasladó  a Francia, donde en 1832 se comienza a impartir la cátedra de legislación comparada y en 1900 se celebró el primer congreso mundial de legislación comparada.
La disciplina como tal surge en la primera mitad del siglo XIX, siendo su exposición mundial en el Congreso Internacional de Derecho Comparado (celebrado el año 1900), con la participación de sus precursores Edouart Lambert y Raymond Saleilles, quienes tenían en mente la conformación de un derecho común para la humanidad. Dichos autores, propusieron que debía crearse un derecho mundial, destacando la misión que tiene el derecho comparado de solucionar las diversas diferencias en los sistemas jurídicos, en el desarrollo social y en las divergencias en materia legal. En este sentido, el derecho comparado se ocupa necesariamente del derecho extranjero; por lo que, este interviene cuando se concilian reflexiones comparativas específicas acerca de algún problema, destacando los aspectos esenciales de los sistemas legales nacionales. De modo que, se instituye a partir de la comparación crítica de país por país, llegando a la solución y conclusión más apropiada, según sea el caso.
Finalmente se da la formación de grandes institutos del derecho comparado. En 1916 se fundó el instituto de Derecho Comparado en la Universidad de Múnich; en Francia, Edouard Lambert fundó en 1920 el Instituto de Derecho Comparado; en 1924, a nivel internacional se dio la Academia Internacional de Derecho Comparado y no podemos omitir que en México en 1940 se creó el Instituto de Derecho Comparado de la Universidad Nacional Autónoma de México, conocido hoy en día como Instituto de Investigaciones Jurídicas. Constantinesco señala que, después de la Segunda Guerra Mundial se inició una nueva fase en la vida del derecho comparado, debido a la creación de las Comunidades Europeas (hoy Unión Europea) y el surgimiento del Derecho Comunitario.

## Razones importantes
- Una primera razón se debe al aumento extraordinario de los intercambios económicos, personales, culturales entre las naciones, con el incremento de las relaciones jurídicas a nivel transnacional.
- Segunda razón, no desligada de la primera en la naturaleza transnacional de fenómenos cada vez más relevantes , los cuales requieren por tanto, una disciplina jurídica que no sea meramente nacional, por ejemplo en la contaminación , en las empresas transnacionales y las comunicaciones.
- Una tercera razón proviene de la tendencia de ciertos valores, particularmente en el campo de los Derechos Humanos, al afirmarse en el nivel transnacional Como las convenciones Europea, Africana y Americana de Derechos Humanos.
- Una cuarta razón, por último, resulta de la tendencia de crear organizaciones políticas y económicas multinacionales, como la Unión Europea que comprende actualmente 27 países[7]

## Utilidad
La utilidad del derecho comparado es variada, tanto para la doctrina como para la jurisprudencia y el legislador.
La doctrina jurídica estudia con detenimiento casos de otros ordenamientos para realizar su estudio y comentario del derecho vigente.
La jurisprudencia en ocasiones acude al derecho comparado para interpretar las normas jurídicas. En este sentido se trata de aplicar una analogía amplia, a nivel internacional, para interpretar la ley interna.
El legislador suele tomar ideas y modelos del exterior, para implantarlos en nuevas leyes que buscan solucionar problemas que se plantean localmente. Puede ser categorizado como la recopilación de información para hacer comparaciones tal laboral, penal, mercantil y civil.
Así, el derecho comparado comprende tanto el proceso metodológico mismo de la comparación como los resultantes procesos de análisis, equiparación e incluso homologación de los aspectos comparados, como un problema dado, propuestas de solución.
Actualmente, el interés en el derecho comparado rebasa el ámbito meramente académico y se extiende hacia horizontes prácticos.

## Fines
- Unificación del derecho, sobre todo en materia comercial, a través del comercio internacional, se habla de unificación jurídica y también de armonización.

- Entendimiento internacional, porque nos hace comprender la razón de ser de las normas en los distintos estados, por lo cual es necesario precisar que los diplomáticos sean formados además en derecho comparado, de lo contrario sería compleja la aplicación de las convenciones internacionales entre los diferentes sujetos del derecho internacional.
- Un mejor conocimiento del derecho nacional, es decir, que utilizando el método comparativo se puede estudiar con mayor detalle los defectos y aciertos legislativos.[7]